# Copa Al-Khurafi
La Copa Al-Khurafi (en árabe: كأس الخرافي‎) fue un torneo de fútbol a nivel de clubes de Kuwait que se jugaba anualmente de 1998 a 2007 y que era organizada por la empresa M. A. Kharafi & Sons, dedicada a los Bienes raíces.

## Lista de Campeones
- 1998–99 : Al Arabi Kuwait
- 1999–2000 : Al Salmiya Club
- 2000–01 : Al Arabi Kuwait
- 2001–02 : Al Arabi Kuwait
- 2002–03 : Al Qadisiya Kuwait 0–0 Al Kazma Kuwait (aet, 6–5 pen)
- 2003–04 : Al Kazma Kuwait 1–0 Al Arabi Kuwait
- 2004–05 : Al Kuwait Kaifan 1–1 Al Qadisiya Kuwait (aet, 5–3 pen)
- 2005–06 : Al Qadisiya Kuwait 2–1 Al Arabi Kuwait
- 2006–07 : Al Kazma Kuwait 1–0 Al Kuwait Kaifan

### Títulos por equipo
| Club               | Títulos |
| ------------------ | ------- |
| Al Arabi Kuwait    | 3       |
| Al Qadisiya Kuwait | 2       |
| Al Kazma Kuwait    | 2       |
| Al Kuwait Kaifan   | 1       |
| Al Salmiya Club    | 1       |